# A Mediterranean Odyssey
A Mediterranean Odyssey – dwupłytowe wydawnictwo muzyczne kanadyjskiej wykonawczyni muzyki folkowej i celtyckiej Loreeny McKennitt wydane w 2009 roku, nakładem Quinland Road.
Pierwsza płyta składa się z nagrań koncertowych, zebranych w czasie światowego tournée artystki w 2009 roku. Druga płyta jest składanką utworów studyjnych z poprzednich albumów studyjnych, dobranych według klucza śródziemnomorskich motywów w karierze McKennitt.

## Spis utworów
W nawiasie podano nazwy albumów, z których pochodzi dana piosenka. Wszystkie utwory skomponowała Loreena McKennitt, chyba że zaznaczono inaczej:

### CD 1: From Istanbul to Athenes
1. „The Gates of Istanbul” (An Ancient Muse)
2. „The Dark Night of the Soul” (muz. Loreena McKennitt, sł. św. Jan od Krzyża) (The Mask and Mirror)
3. „Marco Polo” (The Book of Secrets)
4. „Penelope’s Song” (An Ancient Muse)
5. „Sacred Shabbat” (traditional) (An Ancient Muse)
6. „Caravanserai” (An Ancient Muse)
7. „Santiago” (tradycyjna) (The Mask and Mirror)
8. „Beneath a Phrygian Sky” (An Ancient Muse)
9. „Tango to Evora” (The Visit)
10. „Full Circle” (The Mask and Mirror)

### CD 2: The Olive and the Cedar
1. „The Mystic’s Dream” (The Mask and Mirror)
2. „Tango to Evora” (The Visit)
3. „The Gates of Istanbul [edit]” (An Ancient Muse)
4. „Penelope’s Song [edit]” (An Ancient Muse)
5. „Marco Polo [edit]” (The Book of Secrets)
6. „Marrakesh Night Market [edit]” (The Mask and Mirror)
7. „Santiago [edit]” (tradycyjna) (The Mask and Mirror)
8. „Caravanserai [edit]” (An Ancient Muse)
9. „The Dark Night of the Soul [edit]” (music by Loreena McKennitt, lyrics by St John of the Cross) (The Mask and Mirror)
10. „Sacred Shabbat” (tradycyjna) (An Ancient Muse)
11. „The Mummers’ Dance [edit]” (The Book of Secrets)